# Wanlessia
Wanlessia — род пауков из семейства пауков-скакунов. 2 вида.

## Описание
Самцы вида W. sedgwicki имеют в длину около 4 мм. Род назван в честь арахнолога Fred R. Wanless, внёсшего крупный вклад в изучении паков-скакунов.

## Распространение
Восточная и юго-восточная Азия.

## Классификация
Выделяют  2 вида. Род Wanlessia близок к роду  Portia.
- Wanlessia denticulata Peng, Tso & Li, 2002 — Тайвань
- Wanlessia sedgwicki Wijesinghe, 1992 — Борнео (Саравак)